# Джабаль-эль-Лауз
Джабаль-эль-Лауз (Эль-Лоз) (араб. جبل اللوز‎) — гора с абсолютной высотой 2400 м (2580 м), расположенная в северо-западной части Саудовской Аравии в провинции Табук, недалеко от границы с Иорданией (76 км) и залива Акаба (51 км). Название переводится как «миндальная гора». Является самой высокой горой хребта Эшшифа и самой высокой точкой в Саудовской Аравии.
На восточной стороне проходит Вади Хвейман, северо-восточнее расположен перевал Накб-эль-Хеджия, на южном склоне бьет родник Эль-Айн.

## Гора в Библии
Ряд писателей высказали мнение, что эта гора и есть действительная гора Синай, указанная в Библии. Среди них:
- Рон Уайетт — сформулировал теорию о настоящей горе Синай в 1978 году, беря за основу её нахождение в земле мадиамской, исследовал район горы в 1984—1985 годах;
- Боб Корньюк[англ.] (писатель, президент Института Библейской Археологии, Изучения и Исследований) — прошёл по следам Рона Уайетта в 1988 году и подтвердил его открытия;

С опровержением этой теории выступили такие учёные как Джеймс Карл Хофмейр (James Karl Hoffmeier, профессор Ветхого Завета и Древней ближневосточной истории и археологии), Гордон Франц (Gordon Franz), углубленно изучавший эту тему и опубликовавший опровержение этой гипотезы.